# خورخه کینتروس
خورخه کینتروس (انگلیسی: Jorge Quinteros؛ زادهٔ ۲۷ ژوئیهٔ ۱۹۷۴) بازیکن فوتبال اهل آرژانتین است.
از باشگاه‌هایی که در آن بازی کرده‌است می‌توان به باشگاه فوتبال پادوا، باشگاه ورزشی سن لورنسو آلماگرو، باشگاه فوتبال آرژانتینوس جونیورز، و باشگاه فوتبال رئال مایورکا،اشاره کرد.